# Насибова, Малахат
Малахат Насибова (азерб. Məlahət Nəsibova; род. 6 марта 1969, Нахичевань) — азербайджанский журналист и правозащитник, удостоенная Премии памяти Торольфа Рафто в 2009 году за «мужество и непоколебимую борьбу за свободную и независимую прессу». Рискуя собственной безопасностью, она сообщала о злоупотреблении властью, нарушениях прав человека и коррупции в Нахичеванской автономной республике, которая является частью Азербайджана.
В настоящее время Насибова работает в Азербайджане журналистом независимого информационного агентства «Туран». Также работает корреспондентом Радио Свободная Европа и является лидером правозащитной организации «Ресурсный центр развития демократии и НПО» в Нахичевани. Продолжает выступать за свободу слова и стала одним из её сильнейших участников. В своих репортажах она разоблачила коррупцию в полиции и нарушения прав человека на фоне непрекращающихся преследований со стороны властей Азербайджана.

## Борьба за гражданские права в Азербайджане
Азербайджан обладает богатыми природными ресурсами (запасами нефти), которые интересуют крупные и политически могущественные страны, но этот интерес мало что сделал для обуздания коррупции в местном правительстве. В результате Азербайджан лишен демократического правительства и страдает от правовой системы, настроенной против пролетариата.
Предполагалось, что Азербайджан прекратит свое недемократическое поведение, когда он стал членом Совета Европы в 2001 году, но власти ещё не выполнили условия и продолжают похищать и заключать людей в тюрьмы по политическим мотивам. Правительство Азербайджана является лидером в Европе по количеству заключенных журналистов, и Комитет защиты журналистов зарегистрировал девять заключённых журналистов в 2007 году и пять в 2008 году. Один из них, Новрузали Мамедов, скончался в тюрьме в августе 2011 года.

### Арест мужа
В 2007 году муж Насибовой Ильгар был арестован за то, что в письме с критикой правительства он разоблачает обращение с ним со стороны полиции во время сообщения о протесте на местном рынке. При написании письма Ильгар намеревался разъяснить несправедливое обращение с ним и протестующими, но в итоге его обвинили в клевете на тех же самых офицеров. 6 декабря он был приговорен к 90 суткам тюремного заключения за оскорбление государственного служащего. 4 декабря 2007 года ему сообщили, что обвинения сняты.